# 汉阳单极虫
汉阳单极虫（学名：Thelohanellus hanyangensis）为单极科单极虫属的动物。在中国，分布于湖北等，营寄生生活，寄生在鲢的鳃。